# Apple M4
La serie Apple M4 es una familia de sistemas en un chip (SoC por sus siglas en inglés) desarrollada por Apple, que incluye los modelos M4, M4 Pro y M4 Max. Anunciada el 7 de mayo de 2024 como parte de la transición a Apple Silicon, esta línea está diseñada para ofrecer mejoras en rendimiento, eficiencia energética y capacidades de inteligencia artificial en dispositivos Mac y iPad. Representa la cuarta generación de la arquitectura M y sucede al Apple M3.

## Diseño y arquitectura
Los chips de la serie M4 están fabricados por TSMC utilizando un proceso de 3 nanómetros de segunda generación. Todos los modelos incorporan una arquitectura de CPU de 64 bits basada en ARM y un Neural Engine de 16 núcleos, optimizado para funciones de inteligencia artificial bajo la plataforma Apple Intelligence.

## Variantes

### M4
Contiene aproximadamente 28 mil millones de transistores y emplea la arquitectura ARMv9.2-A de 64 bits. Cuenta con una unidad central de procesamiento de 10 núcleos, divididos en 4 núcleos de alto rendimiento y 6 núcleos de eficiencia energética. La unidad de procesamiento gráfico integrada tiene 10 núcleos y soporta tecnologías como trazado de rayos y mesh shading. Asimismo, admite hasta 32 GB de memoria unificada LPDDR5X, con un ancho de banda de hasta 120 GB/s.

### M4 Pro
Es una versión avanzada del M4, con hasta 14 núcleos de CPU (8 o 10 de alto rendimiento y 4 de eficiencia), entre 16 y 20 núcleos de GPU, y hasta 64 GB de memoria unificada con un ancho de banda de 273 GB/s.

### M4 Max
Es la variante más potente, con hasta 16 núcleos de CPU (10 o 12 de alto rendimiento y 4 de eficiencia), entre 32 y 40 núcleos de GPU, y hasta 128 GB de memoria unificada con un ancho de banda de hasta 546 GB/s.

## Especificaciones técnicas
| Especificación            | Apple M4                                        | Apple M4 Pro                                                                     | Apple M4 Max                                                  |
| ------------------------- | ----------------------------------------------- | -------------------------------------------------------------------------------- | ------------------------------------------------------------- |
| CPU                       | 10 núcleos (4 de rendimiento + 6 de eficiencia) | 12 núcleos (8 de rendimiento + 4 de eficiencia)                                  | 14 o 16 núcleos (10/12 de rendimiento + 4 de eficiencia)      |
| GPU                       | 10 núcleos                                      | 16 o 20 núcleos                                                                  | 32 o 40 núcleos                                               |
| Neural Engine             | 16 núcleos                                      | 16 núcleos                                                                       | 16 núcleos                                                    |
| Memoria unificada         | 16 GB (base), configurable hasta 32 GB          | 24 GB (base), configurable hasta 64 GB                                           | 36 GB (base), configurable hasta 128 GB                       |
| Ancho de banda de memoria | 120 GB/s                                        | 273 GB/s                                                                         | 546 GB/s                                                      |
| Proceso de fabricación    | 3 nm de segunda generación (TSMC)               | 3 nm de segunda generación (TSMC)                                                | 3 nm de segunda generación (TSMC)                             |
| Conectividad              | Thunderbolt 4, Wi-Fi 6E, Bluetooth 5.3          | Thunderbolt 5, Wi-Fi 6E, Bluetooth 5.3                                           | Thunderbolt 5, Wi-Fi 6E, Bluetooth 5.3                        |
| Almacenamiento            | 256 GB / 512 GB / 1 TB / 2 TB                   | 512 GB / 2 TB / 4 TB / 8 TB                                                      | 512 GB / 2 TB / 4 TB / 8 TB                                   |
| Autonomía estimada        | Hasta 24 horas de reproducción de vídeo         | Hasta 22 horas de reproducción de vídeo                                          | Hasta 18 horas de reproducción de vídeo                       |
| Usado en                  | iPad Pro (2024), iMac (2024), Mac mini (2024)   | MacBook Pro (14"/16" 2024), iMac (config. superior), Mac mini (config. superior) | MacBook Pro (14"/16" 2024), Mac Studio (2025), Mac Pro (2025) |